# Empis zinovjevae
Empis zinovjevae är en tvåvingeart som beskrevs av Igor Shamshev 1998. Empis zinovjevae ingår i släktet Empis och familjen dansflugor. Inga underarter finns listade i Catalogue of Life.